# Isländische Männer-Handballnationalmannschaft
Die isländische Männer-Handballnationalmannschaft repräsentiert den Handballverband Islands, Handknattleikssamband Íslands (HSÍ), als Auswahlmannschaft auf internationaler Ebene bei Länderspielen im Handball gegen Mannschaften anderer nationaler Verbände.

## Geschichte
Handball ist neben Fußball die populärste Sportart auf Island. Das erste Länderspiel spielten die Isländer am 15. Februar 1950 gegen Schweden in Lund, Schweden. Sie verloren das Spiel 15 zu 7 (Halbzeit 6 zu 3). Seit den 1980er Jahren gehört die Männer-Nationalmannschaft zu den besten der Welt.
Zum ersten Mal erreichte Island das Halbfinale einer internationalen Meisterschaft beim olympischen Turnier 1992. Dort unterlag man dem Vereinten Team der Länder der ehemaligen Sowjetunion mit 20:22. Das Spiel um die Bronzemedaille wurde gegen Frankreich mit 20:24 verloren.

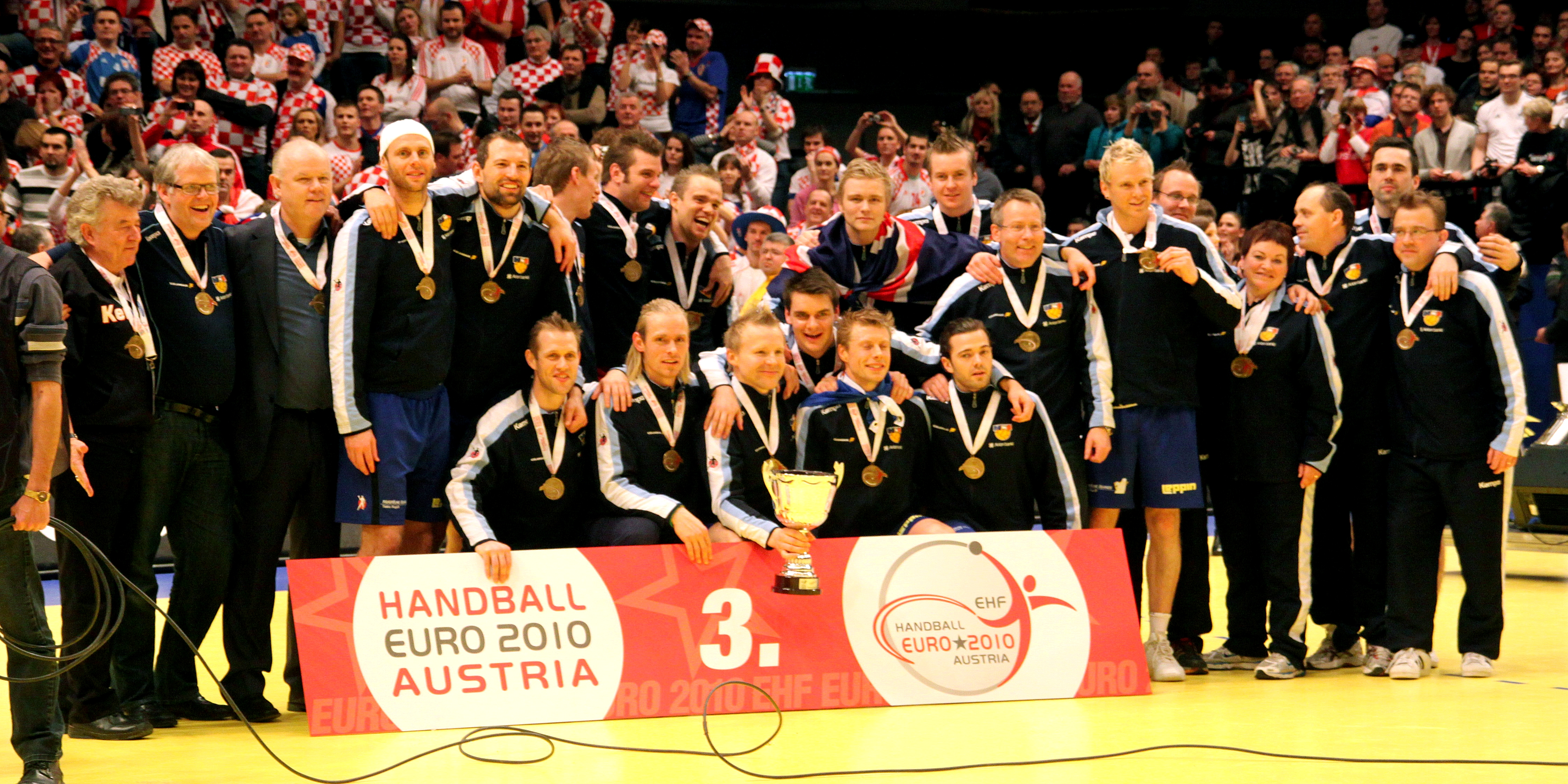
Die isländische Männer-Handballnationalmannschaft bei der Handball-Europameisterschaft der Männer 2010 in Österreich.

Bei den Olympischen Spielen in Peking errang Island mit dem Einzug in das Finale nach einem 36:30 gegen Spanien am 22. August 2008 den größten Erfolg in der Sportgeschichte des Landes. Im Endspiel am 24. August unterlag die Mannschaft Frankreich 23:28. Wenige Minuten nach dem Schlusspfiff verkündete der isländische Präsident einen Feiertag, sodass alle Isländer arbeitsfrei bekamen. Bei der folgenden Qualifikation zur Handball-Weltmeisterschaft 2009 scheiterte Island überraschend an Mazedonien.

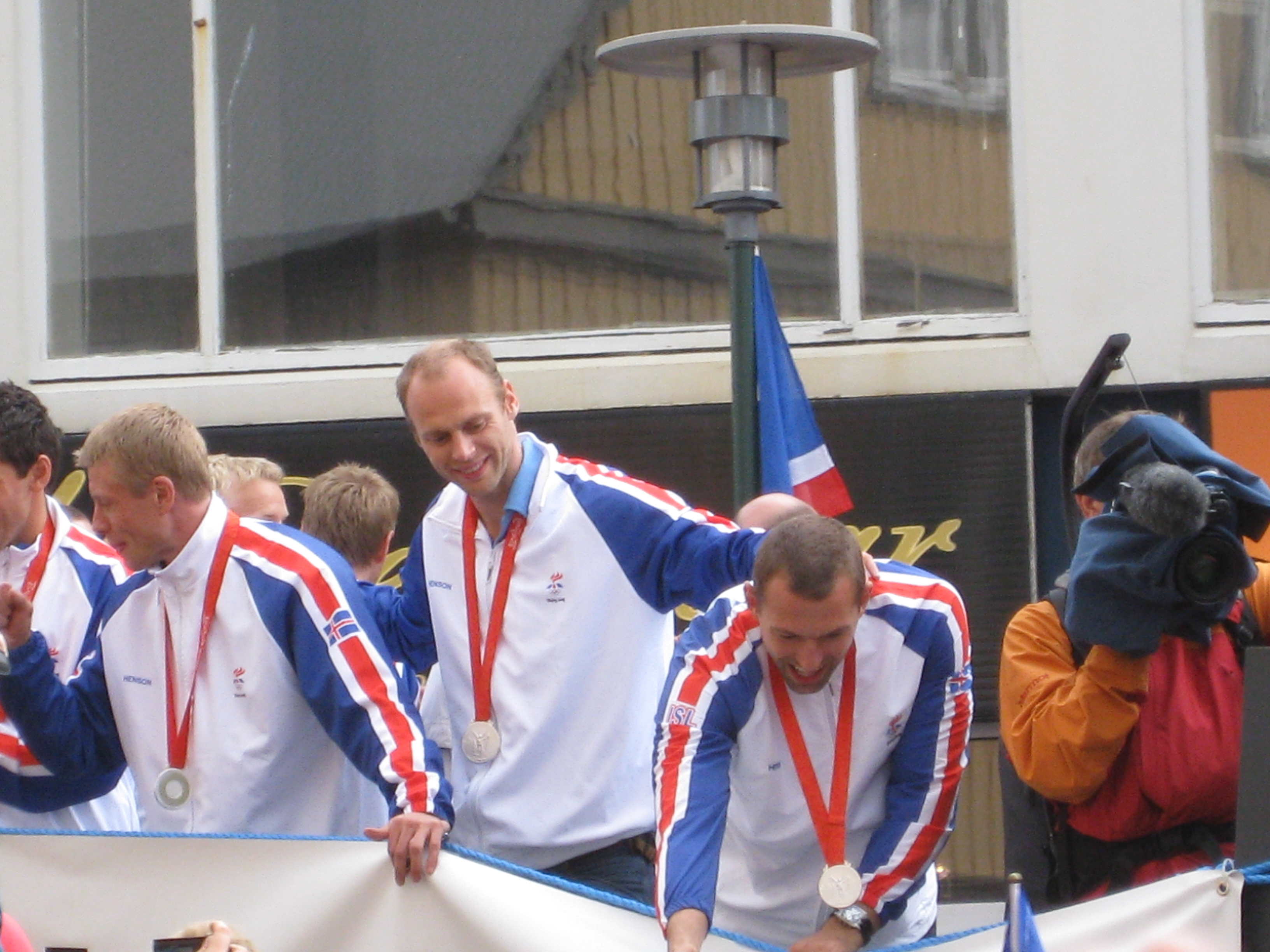
Guðjón Valur Sigurðsson, Ólafur Stefánsson und Sverre Andreas Jakobsson (v.l.) mit den olympischen Silbermedaillen.

Eine weitere Halbfinalteilnahme gelang bei der Europameisterschaft 2010. Dort verlor das Team erneut gegen Frankreich, holte aber anschließend mit einem 29:26-Sieg über Polen die Bronzemedaille.
Bei den Olympischen Spielen 2012 in London erreichte Island als Gruppenerster ohne Verlustpunkt die Finalrunde, verlor jedoch das Viertelfinale gegen Ungarn knapp mit 33:34. Im Anschluss an das Turnier beendete Guðmundur Guðmundsson seine Tätigkeit als Nationaltrainer. Sein Nachfolger wurde Aron Kristjánsson, der nach dem Vorrundenaus der isländischen Mannschaft bei der Europameisterschaft 2016 zurücktrat. Im März 2016 übernahm Geir Sveinsson das Traineramt. Nach der Europameisterschaft 2018 übernahm Guðmundur Guðmundsson erneut das Traineramt der Nationalmannschaft. Im Februar 2023 wurde die Zusammenarbeit beendet.

## Teilnahme an Meisterschaften

### Olympische Spiele
- Olympische Spiele 1972: 12. Platz (von 16 Mannschaften)
- Olympische Spiele 1976: nicht qualifiziert
- Olympische Spiele 1980: nicht qualifiziert
- Olympische Spiele 1984: 06. Platz (von 12 Mannschaften)
- Olympische Spiele 1988: 08. Platz (von 12 Mannschaften)
- Olympische Spiele 1992: 04. Platz (von 12 Mannschaften)
- Olympische Spiele 1996: nicht qualifiziert
- Olympische Spiele 2000: nicht qualifiziert
- Olympische Spiele 2004: 09. Platz (von 12 Mannschaften)
- Olympische Spiele 2008: 02. Platz (von 12 Mannschaften) 
(Endspiel Frankreich-Island 28:23 am 24. August 2008)
- Olympische Spiele 2012: 05. Platz (von 12 Mannschaften)
- Olympische Spiele 2016: nicht qualifiziert
- Olympische Spiele 2020: nicht qualifiziert
- Olympische Spiele 2024: nicht qualifiziert

### Weltmeisterschaften
- Weltmeisterschaft 1954: nicht teilgenommen oder nicht qualifiziert
- Weltmeisterschaft 1958: 10. Platz
- Weltmeisterschaft 1961: 06. Platz (von 12 Mannschaften)
- Weltmeisterschaft 1964: 09. Platz (von 16 Mannschaften)
- Weltmeisterschaft 1967: nicht qualifiziert
- Weltmeisterschaft 1970: 11. Platz (von 16 Mannschaften)
- Weltmeisterschaft 1974: 14. Platz (von 16 Mannschaften)
- Weltmeisterschaft 1978: 13. Platz (von 16 Mannschaften)
- Weltmeisterschaft 1982: nicht qualifiziert
- Weltmeisterschaft 1986: 06. Platz (von 16 Mannschaften)
- Weltmeisterschaft 1990: 10. Platz (von 16 Mannschaften)
- Weltmeisterschaft 1993: 08. Platz (von 16 Mannschaften)
- Weltmeisterschaft 1995: 14. Platz (von 24 Mannschaften)
- Weltmeisterschaft 1997: 05. Platz (von 24 Mannschaften)
- Weltmeisterschaft 1999: nicht qualifiziert
- Weltmeisterschaft 2001: 11. Platz (von 24 Mannschaften)
- Weltmeisterschaft 2003: 07. Platz (von 24 Mannschaften)
- Weltmeisterschaft 2005: 15. Platz (von 24 Mannschaften)
- Weltmeisterschaft 2007: 08. Platz (von 24 Mannschaften)
- Weltmeisterschaft 2009: nicht qualifiziert
- Weltmeisterschaft 2011: 06. Platz (von 24 Mannschaften)
- Weltmeisterschaft 2013: 10. Platz (von 24 Mannschaften)
- Weltmeisterschaft 2015: 11. Platz (von 24 Mannschaften)
- Weltmeisterschaft 2017: 14. Platz (von 24 Mannschaften)
- Weltmeisterschaft 2019: 11. Platz (von 24 Mannschaften)
- Weltmeisterschaft 2021: 20. Platz (von 32 Mannschaften)
- Weltmeisterschaft 2023: 12. Platz (von 32 Mannschaften)
- Weltmeisterschaft 2025: 09. Platz (von 32 Mannschaften)
- Weltmeisterschaft 2031: qualifiziert als Co-Gastgeber

#### B- und C-Weltmeisterschaften
An B- und C-Weltmeisterschaften, die zwischen 1976 und 1992 als Qualifikation zu Weltmeisterschaften und Olympischen Spielen dienten, nahm Island fünfmal viermal teil:
- B-Weltmeisterschaft 1977: 4. Platz (von 12 Mannschaften), qualifiziert für die Weltmeisterschaft 1982
- B-Weltmeisterschaft 1979: 4. Platz (von 12 Mannschaften)
- B-Weltmeisterschaft 1981: 8. Platz (von 12 Mannschaften)
- B-Weltmeisterschaft 1983: 7. Platz (von 12 Mannschaften), qualifiziert für die Olympischen Spiele 1984
- B-Weltmeisterschaft 1989: 1. Platz (von 16 Mannschaften), qualifiziert für die Weltmeisterschaft 1990

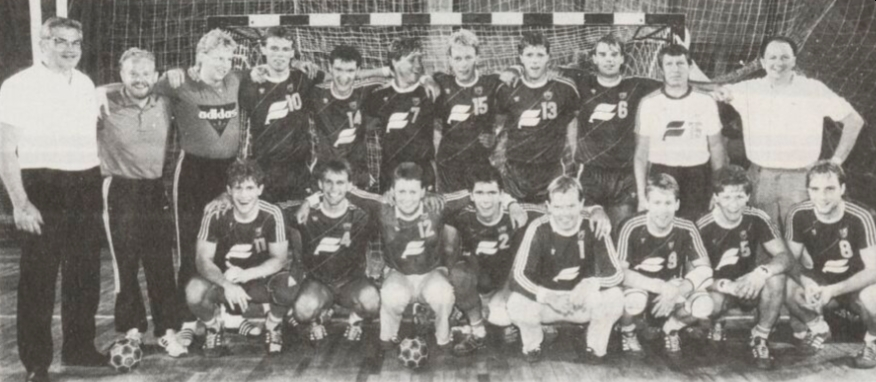
Die isländische Auswahl vor der B-Weltmeisterschaft 1989.

### Europameisterschaften
- Europameisterschaft 1994: nicht qualifiziert
- Europameisterschaft 1996: nicht qualifiziert
- Europameisterschaft 1998: nicht qualifiziert
- Europameisterschaft 2000: 11. Platz (von 12 Mannschaften)
- Europameisterschaft 2002: 04. Platz (von 16 Mannschaften)
- Europameisterschaft 2004: 13. Platz (von 16 Mannschaften)
- Europameisterschaft 2006: 07. Platz (von 16 Mannschaften)
- Europameisterschaft 2008: 11. Platz (von 16 Mannschaften)
- Europameisterschaft 2010: 03. Platz (von 16 Mannschaften)
- Europameisterschaft 2012: 10. Platz (von 16 Mannschaften)
- Europameisterschaft 2014: 05. Platz (von 16 Mannschaften)
- Europameisterschaft 2016: 13. Platz (von 16 Mannschaften)
- Europameisterschaft 2018: 13. Platz (von 16 Mannschaften)
- Europameisterschaft 2020: 11. Platz (von 24 Mannschaften)
- Europameisterschaft 2022: 06. Platz (von 24 Mannschaften)
- Europameisterschaft 2024: 10. Platz (von 24 Mannschaften)
- Europameisterschaft 2026: qualifiziert

## Weitere Turnierteilnahmen
(Auswahl)

### World Cup
Beim World Cup (1971–2010) in Schweden sowie teilweise in Norwegen und Deutschland, erreichte die Auswahl folgende Platzierungen:
- World Cup 1988: 4. Platz (von 8 Mannschaften)
- World Cup 1999: 5. Platz (von 8 Mannschaften)
- World Cup 2002: 8. Platz (von 8 Mannschaften)
- World Cup 2004: 5. Platz (von 8 Mannschaften)
- World Cup 2010: 3. Platz (von 4 Mannschaften)

### Jugoslawien-Trophäe
Bei der Jugoslawien-Trophäe (1960–1990) in Jugoslawien erreichte die Auswahl folgende Platzierungen:
- Jugoslawien-Trophäe 1975: 3. Platz (von 4 Mannschaften)
- Jugoslawien-Trophäe 1982: 4. Platz (von 6 Mannschaften)
- Jugoslawien-Trophäe 1987: 3. Platz

### Eurotournoi
Beim Eurotournoi in Frankreich, einem Turnier für Nationalmannschaften ausgetragen in den Jahren Olympischer Sommerspiele, erreichte die Auswahl folgende Platzierungen:
- Eurotournoi 2008: 4. Platz (von 4 Mannschaften)
- Eurotournoi 2012: 3. Platz (von 4 Mannschaften)

### Golden League
Bei der Golden League, ausgetragen in Dänemark, Norwegen und Frankreich, erreichte die Auswahl als Gastmannschaft folgende Platzierungen:
- Golden League 2015/16: 2. Platz beim 1. Turnier
- Golden League 2017/18: 4. Platz beim 3. Turnier

### Gjensidige Cup
Beim Gjensidige Cup, einem Vier-Nationen-Turnier in Norwegen, erreichte Island folgende Platzierungen:
- Gjensidige Cup 2017: 3. Platz
- Gjensidige Cup 2018: 4. Platz
- Gjensidige Cup 2019: 2. Platz

### SHV-Vierländerturnier
Beim Handball-Vierländerturnier in der Schweiz oder SHV-Vierländerturnier nahm Island an diesen Ausgaben teil:
- SHV-Vierländerturnier 1974: 2. Platz
- SHV-Vierländerturnier 1985: 4. Platz
- SHV-Vierländerturnier 1987: 2. Platz
- SHV-Vierländerturnier 1989: 4. Platz

## Aktueller Kader
| Nr. | Spieler                    | Geburtstag | Alter | Position        | Größe  | Gewicht | Verein                     | Lsp. | Tore |
| --- | -------------------------- | ---------- | ----- | --------------- | ------ | ------- | -------------------------- | ---- | ---- |
| 1   | Björgvin Páll Gústavsson   | 24.05.1985 | 39    | Torhüter        | 1,93 m | 90 kg   | Valur Reykjavík            | 273  | 24   |
| 16  | Viktor Gísli Hallgrímsson  | 24.07.2000 | 24    | Torhüter        | 2,03 m | 115 kg  | Wisła Płock                | 60   | 1    |
| 8   | Bjarki Már Elísson         | 16.05.1990 | 34    | Linksaußen      | 1,90 m | 94 kg   | Telekom Veszprém           | 118  | 401  |
| 28  | Orri Freyr Þorkelsson      | 25.06.1999 | 25    | Linksaußen      | 1,84 m | 89 kg   | Sporting Clube de Portugal | 16   | 41   |
| 4   | Aron Pálmarsson            | 19.07.1990 | 34    | Rückraum links  | 1,93 m | 97 kg   | Telekom Veszprém           | 177  | 674  |
| 9   | Elvar Örn Jónsson          | 31.08.1997 | 27    | Rückraum links  | 1,85 m | 82 kg   | MT Melsungen               | 79   | 183  |
| 34  | Þorsteinn Leó Gunnarsson   | 13.11.2002 | 22    | Rückraum links  | 1,96 m | 100 kg  | FC Porto                   | 5    | 10   |
| 10  | Gísli Þorgeir Kristjánsson | 30.07.1999 | 25    | Rückraum Mitte  | 1,91 m | 95 kg   | SC Magdeburg               | 60   | 139  |
| 25  | Haukur Þrastarson          | 14.04.2001 | 23    | Rückraum Mitte  | 1,93 m | 101 kg  | Dinamo Bukarest            | 35   | 50   |
| 3   | Janus Daði Smárason        | 01.01.1995 | 30    | Rückraum Mitte  | 1,84 m | 88 kg   | OTP Bank-Pick Szeged       | 86   | 146  |
| 24  | Teitur Örn Einarsson       | 23.09.1998 | 26    | Rückraum rechts | 1,90 m | 90 kg   | VfL Gummersbach            | 36   | 36   |
| 7   | Viggó Kristjánsson         | 09.12.1993 | 31    | Rückraum rechts | 1,87 m | 87 kg   | HC Erlangen                | 59   | 165  |
| 2   | Óðinn Þór Ríkharðsson      | 23.10.1997 | 27    | Rechtsaußen     | 1,83 m | 84 kg   | Kadetten Schaffhausen      | 42   | 130  |
| 22  | Sigvaldi Guðjónsson        | 04.07.1994 | 30    | Rechtsaußen     | 1,92 m | 84 kg   | Kolstad Håndball           | 76   | 214  |
| 21  | Arnar Freyr Arnarsson      | 14.03.1996 | 28    | Kreisläufer     | 2,01 m | 106 kg  | MT Melsungen               | 100  | 101  |
| 27  | Einar Þorsteinn Ólafsson   | 30.09.2001 | 23    | Rückraum links  | 1,94 m | 91 kg   | Fredericia HK              | 14   | 5    |
| 18  | Elliði Snær Viðarsson      | 15.11.1998 | 26    | Kreisläufer     | 1,92 m | 91 kg   | VfL Gummersbach            | 50   | 109  |
| 11  | Ýmir Örn Gíslason          | 01.07.1997 | 27    | Kreisläufer     | 1,96 m | 100 kg  | Frisch Auf Göppingen       | 92   | 36   |

## Trainer

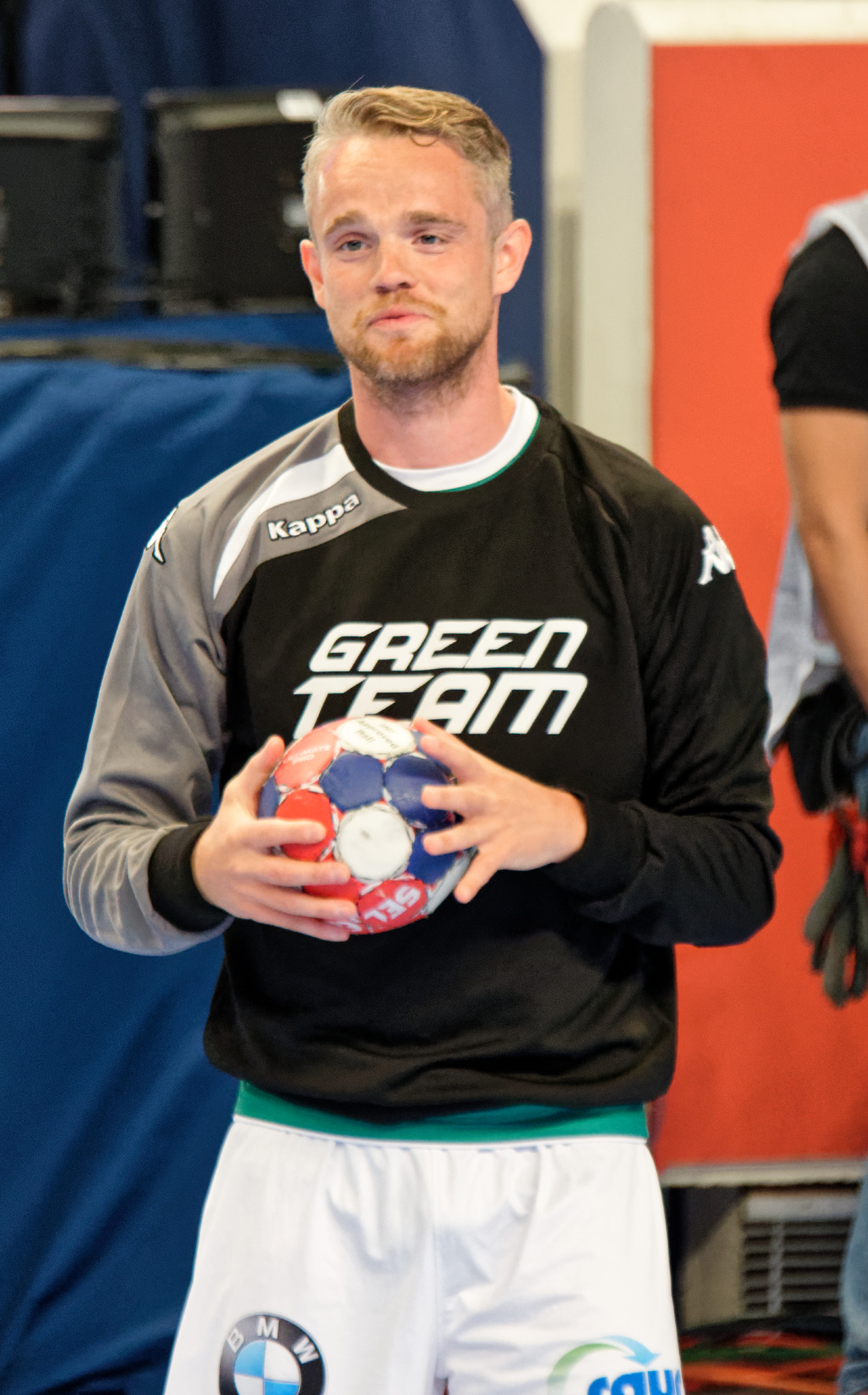
Der 257-malige Nationalspieler Snorri Guðjónsson übernahm im Juni 2023 den Trainerposten.

| #    | Zeitraum    | Trainer                 |
| ---- | ----------- | ----------------------- |
| 1    | 1950        | Sigurður Magnússon      |
| 2    | 1958        | Hallsteinn Hinriksson   |
| 3    | 1959        | Frímann Gunnlaugsson    |
| 4    | 1961–1963   | Hallsteinn Hinriksson   |
| 5    | 1964–1967   | Karl Benediktsson       |
| 6    | 1968        | Birgir Björnsson        |
| 7    | 1968–1972   | Hilmar Björnsson        |
| (5)  | 1973–1974   | Karl Benediktsson       |
| (6)  | 1974–1975   | Birgir Björnsson        |
| 8    | 1975–1976   | Viðar Símonarson        |
| 9    | 1976–1977   | Janusz Czerwiński       |
| (6)  | 1977–1978   | Birgir Björnsson        |
| 10   | 1978–1980   | Jóhann Ingi Gunnarsson  |
| (7)  | 1980–1983   | Hilmar Björnsson        |
| 11   | 1983–1990   | Bogdan Kowalczyk        |
| 12   | 1990–1995   | Þorbergur Aðalsteinsson |
| 13   | 1995–2001   | Þorbjörn Jensson        |
| 14   | 2001–2004   | Guðmundur Guðmundsson   |
| 15   | 2004–2006   | Viggó Sigurðsson        |
| 16   | 2006–2008   | Alfreð Gíslason         |
| (14) | 2008–2012   | Guðmundur Guðmundsson   |
| 17   | 2012–2016   | Aron Kristjánsson       |
| 18   | 2016–2018   | Geir Sveinsson          |
| (14) | 2018–2/2023 | Guðmundur Guðmundsson   |
| 19   | seit 6/2023 | Snorri Guðjónsson       |

## Spielerrekorde
Siehe auch Wikipedia-Artikel zu isländischen Nationalspielern.
Aktive Spieler sind grün hinterlegt. Stand: 12. Februar 2025.
| Rang | Spieler                  | Spiele | Tore |
| ---- | ------------------------ | ------ | ---- |
| 1.   | Guðmundur Hrafnkelsson   | 407    | 0    |
| 2.   | Guðjón Valur Sigurðsson  | 364    | 1875 |
| 3.   | Geir Sveinsson           | 340    | 502  |
| 4.   | Ólafur Stefánsson        | 330    | 1570 |
| 5.   | Júlíus Jónasson          | 288    | 703  |
| 6.   | Björgvin Páll Gústavsson | 279    | 25   |
| 7.   | Róbert Gunnarsson        | 276    | 773  |
| 8.   | Valdimar Grímsson        | 271    | 940  |
| 9.   | Snorri Guðjónsson        | 257    | 846  |
| 10.  | Ásgeir Örn Hallgrímsson  | 255    | 420  |

| Rang | Spieler                  | Spiele | Tore |
| ---- | ------------------------ | ------ | ---- |
| 1.   | Guðjón Valur Sigurðsson  | 364    | 1875 |
| 2.   | Ólafur Stefánsson        | 330    | 1570 |
| 3.   | Kristján Arason          | 245    | 1123 |
| 4.   | Valdimar Grímsson        | 271    | 940  |
| 5.   | Snorri Guðjónsson        | 257    | 846  |
| 6.   | Róbert Gunnarsson        | 276    | 773  |
| 7.   | Sigurður Valur Sveinsson | 242    | 736  |
| 8.   | Alexander Petersson      | 186    | 726  |
| 9.   | Júlíus Jónasson          | 288    | 703  |
| 10.  | Aron Pálmarsson          | 182    | 694  |

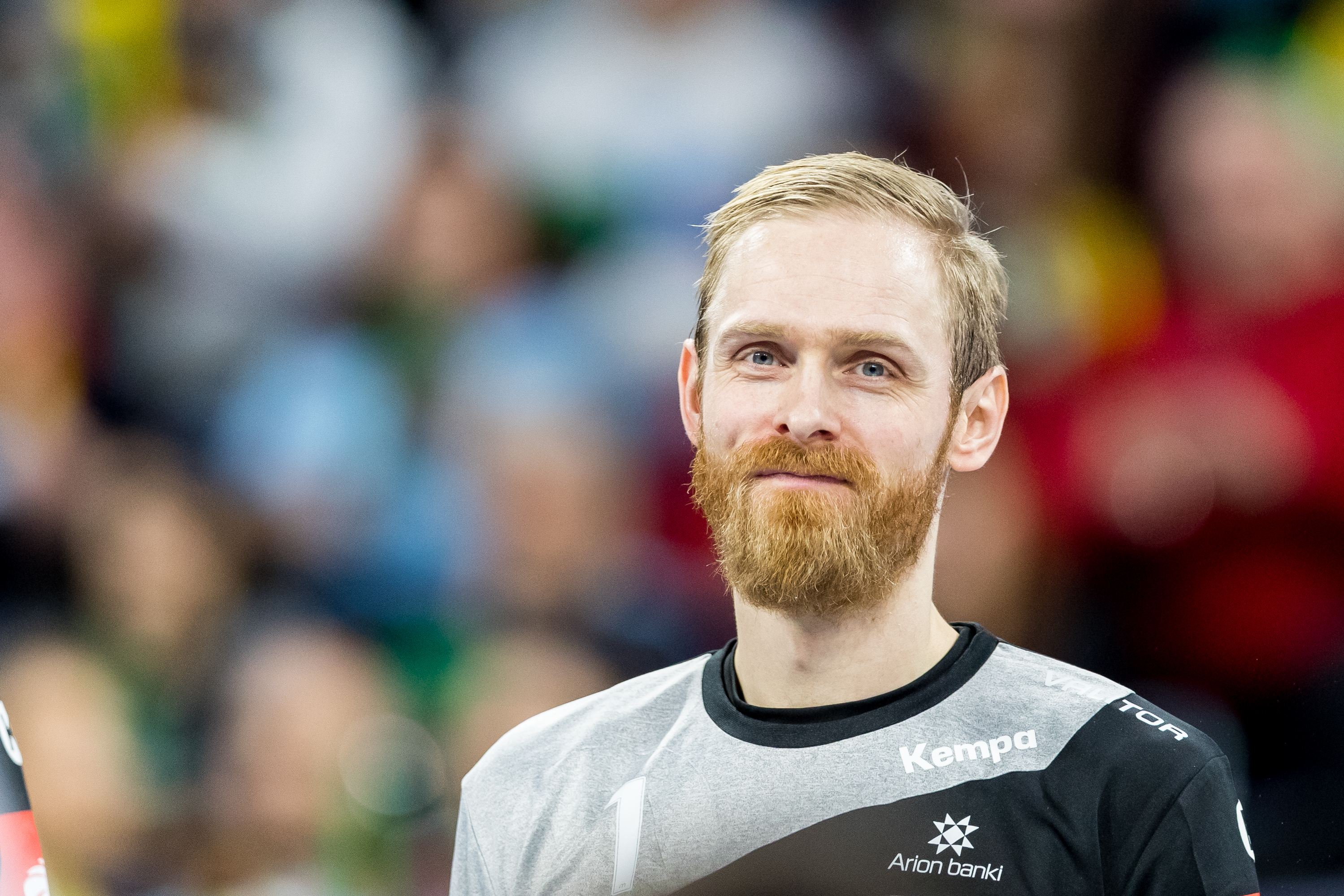
Torhüter Björgvin Páll Gústavsson ist der aktive Nationalspieler mit den meisten Einsätzen für Island.
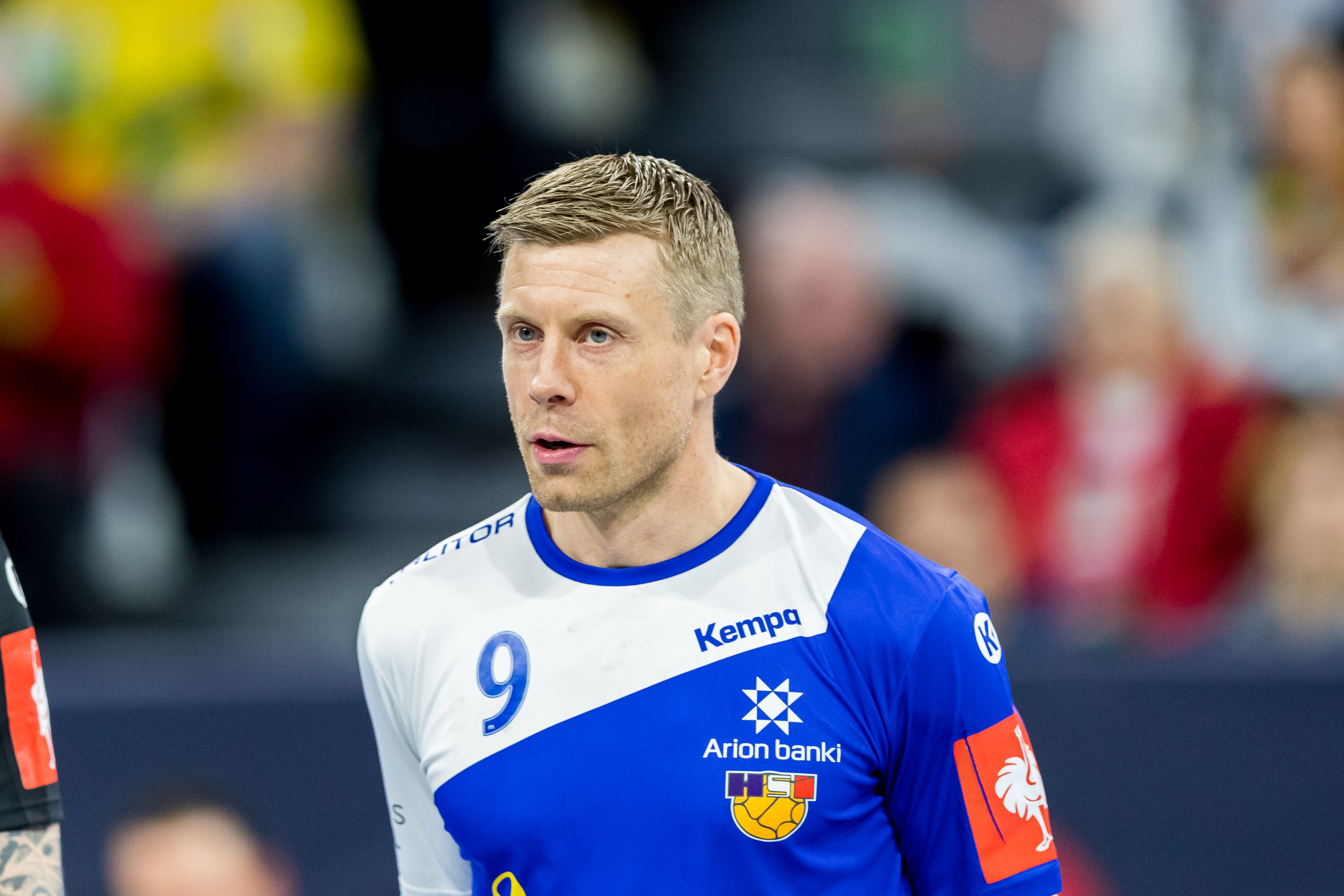
Guðjón Valur Sigurðsson hält mit 1875 Länderspieltoren den inoffiziellen Weltrekord.